# Oppegård
Oppegård là một đô thị ở hạt Akershus, Na Uy. Oppegård đã được tách khỏi Nesodden ngày 1 tháng 7 năm 1915. Diện tích của đô thị này là 37 km², là đô thị có diện tích nhỏ nhất ở Akershus.
Oppegård nằm ở bờ đông của vịnh Bunnefjorden (ban đầu gọi là "Foli", giống như hồ Årungen về phía nam), là một nhánh của Oslofjord. Nó bao gồm các làng Oppegård, Svartskog và Kolbotn.
Oppegård là một khu ngoại ô của Oslo, là nơi có nhiều trụ sở công ty lớn (bao gồm Kodak và IBM).
Cựu thủ tướng và là nhà lãnh đạo của Đảng Dân chủ Thiên chúa giáo Kjell Magne Bondevik hiện đang sống ở Oppegård.